# Damarchus excavatus
Damarchus excavatus is een spinnensoort in de taxonomische indeling van de bruine klapdeurspinnen (Nemesiidae).
Damarchus excavatus werd in 1921 beschreven door Gravely.